# Абажур

Дві лампи з абажуром

Декоративні плафони з паперу, своєю громіздкістю є елементом дизайну приміщення, і, як вторинна роль — джерелом світла

Абажу́р (фр. abat-jour — «приглушувач світла») або плафóн — складова частина світильника; виріб довільної форми (півкуля, конус тощо) з різноманітних матеріалів, що встановлюють на світильник або лампу для захисту очей від дії світла, створення необхідного освітлення або спрямування його в певному напрямку. Широко використовується в дизайні інтер'єрів, як елемент художнього оформлення світильника, кімнати, приміщення, веранди і т. д. Підтримує абажур, звичайно, абажуротримач.

## Елемент дизайну
У випадку, коли акцент на світловий дизайн інтер'єру виконується з використанням освітлювальної арматури, такі додаткові елементи як власне абажури чи плафони часто містять у собі слабкі джерела світла та використовуються як додаткове джерело світла.
Занадто громіздка освітлювальна арматура, звисаючи зі стелі візуально зменшує простір в приміщенні. Це може бути як умисним оформленням, з метою зайняти візуальну пустку, так мати і необдумане використання — що призведе до візуального захаращення простору. Протилежність громіздких абажурів чи плафонів це стельові світильники з плоским плафоном, який прилягає до стелі та візуально збільшує відчуття простору та висоту приміщення.
Абажур може використовуватися для завдання кольору світла, який буде гармоніювати з дизайном приміщення — наприклад зробити світло слабкого кольорового відтінку.

## Гігієнічні вимоги
У деяких випадках, розсіювання первинного джерела світла є прямою гігієнічною вимогою до освітлення приміщень у навчальних закладах, з недопущенням різких тіней від джерел світла. Так наприклад, розсіяне джерело світла (а найкраще, коли воно взагалі відбите) не дає чітких тіней, що зручно для писання.

## Виготовлення
Абажур може бути виготовлений з різних матеріалів, наприклад,  скла,  пластмаси, металу,  тканини, картону,  штучної шкіри. За формою він може являти собою, наприклад, конус, кулю, параболоїд, паралелепіпед, циліндр або будь-яку їхню комбінацію. Всередину абажура поміщається одна або кілька ламп.
Абажур може бути прикрашений за допомогою різних технік: бісероплетіння,
вишивання, макраме.